# Аргай
«Арга́й» (фр. «Argaï: La prophétie», англ. «Argai: The Prophecy») — французький мультсеріал, відзнятий у 2000 році. Серіал оповідає про пригоди Аргая, принца вигаданого середньовічного королівства Тірлох, який опиняється в 2075 році, щоб зняти чари зі своєї коханої.

## Сюжет
Події починаються в 1250 в королівстві Тірлох. Зла королева-змія Оріала править варварами, прагнучи панування над світом. Король-лев Тірлоха Хара має сина Аргая, закоханого в пастушку Енджел. Саме її Оріала обманом змушує випити зілля, що присипляє дівчину вічним сном, передаючи Оріалі її молодість. Бажаючи розбудити кохану, принц звертається за допомогою до монаха Грегора. Той показує книгу пророцтв, де написано, що Аргаю належить вирушити в майбутнє, щоб розвіяти чари. В принца влучає блискавка, перенісши в Нью-Йорку 2075 року. Оріала в цей час править світом під іменем Чорної королеви з допомогою роботів, а над містом висить її цитадель. Аргая переховують детектив-хом'як Оскар Лайтбалб, його помічник-щур Барнабі та секретарка-миша Муні Мун. Оскар користується пристроєм для візуалізації думок, який засвідчує, що розповідь Аргая про його прибуття з минулого правдива.
Оріала дізнається від свого прислужника Гекко про Аргая. Її покровитель — демон Люцифер, що забезпечує магічними силами, обіцяє їй ще більше владу за знищення Аргая. Гекко доповідає про свідків, які бачили Аргая. Королева викрадає Оскара аби вивідати де принц, тоді Аргай заручається підтримкою принцеси Лорелеї, котра очолює повстанців проти Чорної королеви. Тим часом Оскар знайомиться з ув'язненим винахідником машин часу Гакслі Барнсом. Аргай, Барнбі та Мун знаходять Оскара, але опиняються оточені ворогами. Тоді принц користується машиною часу, перенісши себе разом з друзями в 1250 рік.
Герої знаходять книгу пророцтв у Парижі та фотографують її сторінки до того, як про це дізнається Оріала. Після цього вони повертаються в Нью-Йорк 2075 та розшифровують рецепт протиотрути. Оріала стурбована цим, бо якщо хоч одна зачаклована нею дівчина прокинеться, королева загине. Аргай, Барнбі, Мун і Гакслі починають вилазки з 2075 в 1250, шукаючи 13 інгредієнтів протиотрути з допомогою технологій майбутнього. Королева захоплює книгу пророцтв і з неї дізнається куди далі вирушають герої. Вона посилає Гекко в минуле і той викрадає сплячу Енджел, після чого королева продає її султану. Аргай повертає кохану та доставляє її в 2075. З собою він бере і монаха Тіче.
Королева викрадає Тіче, щоб вивідати де Аргай та Енджел. Лайтбалб, Банрбі та Мун вирішують тоді відправити Енджел назад у середньовіччя разом з монахом. Герої продовжують пошуки інгредієнтів, відвідуючи різні місця. Королева слідує за ними як голограма, підмовляючи різних середньовічних персонажів стати на її бік. Вона навіть проникає в минуле з армадою літаків, але це не допомагає завадити пошукам чергового інгредієнта. Оріала ще кілька разів втручається в минуле, проте програє навіть попри технології майбутнього.
Герої збирають усі інгредієнти протиотрути, проте Оріала викрадає Енджел і приводить в середньовіччя свій флагман, щоб допомогти самій собі в минулому. Тоді Оскар пропонує звернутися за допомогою до Оріали 1250-го року. Він пропонує обміняти Оріалу з минулого на Енджел, розповівши при цьому, що в майбутньому вона стане правителькою світу. Королева погоджується, але влаштовує засідку, об'єднавшись з минулою собою. Герої втім тікають з Енджел і заручаються підтримкою чаклуна Мерліна. Той дає вказівки як приготувати зілля, а Аргай пробуджує кохану поцілунком. Через це Чорна королева в 2075 слабне і вирішує підірвати Землю, щоб помститись. Однак вона не встигає натиснути кнопку і разом з нею зникають всі машини, створені її чаклунством. Аргай та Енджел одружуються, Мун вирішує лишитися в середньовіччі, а Оскар з Барнбі повертаються у 2075.

## Список серій
| № | Назва серії                                                              | Світова прем'єра  | Прем'єра в Україні |
| --- | ------------------------------------------------------------------------ | ----------------- | ------------------ |
| 1 | «Глава I. Принц Аргай» «Chapter I. Le Prince Argaï»                      | 2 вересня 2000    | 7 квітня 2003      |
| У королівстві Тірлох (англ. Tirloch) у 1250 році зла королева варварів Оріала б'ється проти короля Тірлоха Хара та його сина Аргая. Оріала зберігає своє безсмертя, забираючи в юних дівчат їх молодість і красу. Черговою жертвою лиходійки стає прекрасна пастушка Енджел, наречена Аргая. Бажаючи розбудити кохану від чаклунського сну, принц звертається за допомогою до книги пророцтв монаха Грегора, у якій висвітлено всю його долю. Дотримуючись віршів таємничої книги, він потрапляє до Нью-Йорка 2075 року, коли Оріала править світом. Аргай знайомиться з детективом Оскаром Лайтбалбом, його помічником Барнабі та секретаркою Муні Мун, і ті погоджуються йому допомогти. |                                                                          |                   |                    |
| 2 | «Глава II. Злодій у масці» «Chapter II. L'Homme Masqué»                  | 9 вересня 2000    | 8 квітня 2003      |
| Поліція шукає злодія в масці, котрий бачив прибуття Аргая. Принц з новими друзями беруться розшукати злодія до того, як його знайдуть слуги Оріали. |                                                                          |                   |                    |
| 3 | «Глава III. Нью-Йорк, 2075» «Chapter III. New York, 2075»                | 16 вересня 2000   | 9 квітня 2003      |
| Старий друг Оскара виготовляє для Аргая документи й довіряє їх своєму кращому льотчику. Аргай згодом приєднується до повстанців проти Оріали, очолюваних принцесою Лорелеєю. Оскара схоплює королева, але той приховує спогади про Аргая. |                                                                          |                   |                    |
| 4 | «Глава IV. F-107» «Chapter IV. F-107»                                    | 23 вересня 2000   | 10 квітня 2003     |
| Аргай допомагає прибічникам принцеси Лорелеї, щоб звільнити з ув'язнення Оскара. Для цього він вирушає на планету Лорелеї, а Оскар тим часом знайомиться з винахідником машини часу Гакслі Барнсом. |                                                                          |                   |                    |
| 5 | «Глава V. Велика подорож» «Chapter V. Le Grand Voyage»                   | 30 вересня 2000   | 11 квітня 2003     |
| Аргай користується машиною часу, щоб врятувати друзів, перенісши їх у свій час. Та повернутися він не може, бо книгу пророцтв перевезено до Парижа. |                                                                          |                   |                    |
| 6 | «Глава VI. Собор Нотр-Дам» «Chapter VI. Notre-Dame de Parise»            | 7 жовтня 2000     | 14 квітня 2003     |
| Аргай розшукує Грегора, від якого дізнається, що зняти закляття з Енжел можна з допомогою зілля, що складається з 13-и компонентів. |                                                                          |                   |                    |
| 7 | «Глава VII. Корінь мандрагори» «Chapter VII. La Mandragore»              | 14 жовтня 2000    | 15 квітня 2003     |
| Аргай вирушає у володіння дикунів на пошуки кореня мандрагори - першого інгрідієнта зілля. |                                                                          |                   |                    |
| 8 | «Глава VIII. Амулет фараона» «Chapter VIII. L'Amulette du pharaon»       | 21 жовтня 2000    | 16 квітня 2003     |
| Принц розшукує другий компонент - амулет фараона, схований в Єгипті. |                                                                          |                   |                    |
| 9 | «Глава IX. Стежка відплати» «Chapter IX. La Route des croisades»         | 28 жовтня 2000    | 17 квітня 2003     |
| За третім компонентом - святим Граалем, Аргай вирушає в Єрусалим до хрестоносців. |                                                                          |                   |                    |
| 10 | «Глава X. Аліаша» «Chapter X. Alyasha»                                   | 4 листопада 2000  | 18 квітня 2003     |
| Тим часом Оріала в 1250 вирішує подарувати Енжел злому султану Аїфару, чому Аргай береться завадити, забравши кохану в 2075. |                                                                          |                   |                    |
| 11 | «Глава XI. Туман над Венецією» «Chapter XI. Venise engloutie»            | 11 листопада 2000 | 21 квітня 2003     |
| У Венеції 2075 року таємничий незнайомець лишає для Аргая записку зі співвідношенням інгрідієнтів зілля та загадковим чином зникає. |                                                                          |                   |                    |
| 12 | «Глава XII. Втеча монаха Тіча» «Chapter XII. L'Évasion de frère Tich»    | 18 листопада 2000 | 22 квітня 2003     |
| Оскар, Барнбі та Мун подорожують у середньовіччя, вирішивши повернути сплячу Енджел у свій час. Однак там вони потрапляють в полон до варварів. |                                                                          |                   |                    |
| 13 | «Глава XIII. Зачарований ліс» «Chapter XIII. La Forêt enchantée»         | 25 листопада 2000 | 23 квітня 2003     |
| Аргай зустрічається з друзями в зачарованому лісі, де повинні повернути чаклункам "чарівні сльози". |                                                                          |                   |                    |
| 14 | «Глава XIV. Країна кельтів» «Chapter XIV. Au pays des Celtes»            | 2 грудня 2000     | 24 квітня 2003     |
| В обмін на омелу Аргай з друзями допомагають друїду в боротьбі проти злого лорда. |                                                                          |                   |                    |
| 15 | «Глава XV. Квітка лотоса» «Chapter XV. Fleur de lotus»                   | 9 грудня 2000     | 25 квітня 2003     |
| Герої відправляються до Китаю за квіткою лотоса. Королева ж, користуючись несправністю машини часу, проникає в минуле. |                                                                          |                   |                    |
| 16 | «Глава XVI. Пустеля Авіканго» «Chapter XVI. Le Désert d'Awikango»        | 16 грудня 2000    | 28 квітня 2003     |
| У 2075 до Оріали прибуває жорстокий король Аджаба. Відьма вже знає, що в його володіннях у минулому Аргаю доведеться шукати священний рукопис, тому влаштовує героям бій на арені. |                                                                          |                   |                    |
| 17 | «Глава XVII. Монастир Тірлоха» «Chapter XVII. Le Monastère de Tirloch»   | 23 грудня 2000    | 29 квітня 2003     |
| У 1250 Оріала знаходить монахів, які знають про пошуки Аргаєм інгрідієнтів зілля, та змушені тікати. |                                                                          |                   |                    |
| 18 | «Глава XVIII. Лицарський турнір» «Chapter XVIII. Le Tournoi des Tirloch» | 6 січня 2001      | 30 квітня 2003     |
| Коли Аргай та його друзі гостюють в короля Аквітанії, на бенкет вривається невідомий чорний лицар і кидає виклик Аргаю. |                                                                          |                   |                    |
| 19 | «Глава XIX. Втеча» «Chapter XIX. La Grande Évasion»                      | 13 січня 2001     | 1 травня 2003      |
| Принц та його друзі шукають наступний інгрідієнт зілля - "демонічну смолу". |                                                                          |                   |                    |
| 20 | «Глава XX. Дика орхідея» «Chapter XX. L'Orchidée sauvage»                | 20 січня 2001     | 2 травня 2003      |
| Принц Аргай та його супутники повинні добути дику орхідею, яка росте на дні Драконової бухти Китаї. |                                                                          |                   |                    |
| 21 | «Глава XXI. Священна перлина» «Chapter XXI. La Perle sacrée»             | 27 січня 2001     | 5 травня 2003      |
| Наступною ціллю стає священна перлина, схована в китайських горах. |                                                                          |                   |                    |
| 22 | «Глава XXII. Кадильниця» «Chapter XXII. L'Encensoir»                     | 3 лютого 2001     | 6 травня 2003      |
| Оріала в 1250 захоплює армією роботів Париж, де готує пастку для Оскара й Мун, які шукають кадильницю. |                                                                          |                   |                    |
| 23 | «Глава XXIII. Фея Мелузін» «Chapter XXIII. La Fée Mélusine»              | 10 лютого 2001    | 7 травня 2003      |
| Коли на боці Оріали опиняється перевага в вигляді армії роботів, на допомогу Аргаєві та його друзям приходить фея Мелузін. |                                                                          |                   |                    |
| 24 | «Глава XXIV. Біла дама» «Chapter XXIV. La Dame blanche»                  | 17 лютого 2001    | 8 травня 2003      |
| Оскар з Барнабі опиняються на оточених болотом руїнах, де їх переслідують привиди. |                                                                          |                   |                    |
| 25 | «Глава XXV. Енджел» «Chapter XXV. Angèle»                                | 24 лютого 2001    | 9 травня 2003      |
| Герої збирають усі інгрідієнти, проте Оріала отримує цінну пораду від свого покровителя-демона. |                                                                          |                   |                    |
| 26 | «Глава XXVI. Останній бій» «Chapter XXVI. Le Dernier Combat»             | 3 березня 2001    | 12 травня 2003     |
| Для зняття чарів з Енджел лишається приготувати зілля, а в Оріали з'являється останній шанс на перемогу. |                                                                          |                   |                    |

Українські назви серій вказано за версією телеканалу ICTV та ТЕТ.

## Герої серіалу

### Головні герої
- Аргай (фр. Argaï) — лев, принц Тірлоха, син короля Хара. Головний герой мультсеріалу. Благородний і відважний лицар, беззастережно відданий друзям і готовий на все, щоб врятувати свою наречену від чаклунства.
- Енжел (фр. Angèle) — левиця, наречена принца Аргая, юна пастушка, зачаклована королевою Оріалою. Більшість серіалу вона перебуває уві сні.
- Оскар Лайтбалб (фр. Oscar Lampoule) — хом'як, приватний детектив із 2075 року, який погодився допомогти Аргаєві. Літній коротун у непоказному старомодному костюмі, Оскар однак наділений живим розумом і приголомшливою дедукцією. Став для Аргая незаміннім помічником і другом. Володіє пристроєм, здатним читати або стирати спогади.
- Барнабі (фр. Barnabé) — щур, помічник Оскара. Веселий, але певною мірою незграбний хлопець. Відмінно розбирається в техніці, майстерно стріляє з пістолета. Часто супроводжує Аргая в його пригодах.
- Міс Мун (фр. Miss Moon) — миша, секретарка Оскара. Дещо примхлива та норовлива, але не раз рятувала своїх друзів у складних ситуаціях. У кінці серіалу вона навіть вирішила залишитися в середніх віках назавжди, познайомившись із тамтешнім жителем.
- Чорна королева (Оріала) (фр. la Reine noire, Oriale) — головна лиходійка мультсеріалу, кобра-відьма. В минулому — королева варварів, а в майбутньому — безжалісна диктаторка і володарка всього світу. Зберігає безсмертя за допомогою чаклунства, відбираючи у дівчат їх молодість і красу. З усіх сил намагається завадити Аргаєві та його друзям. Над Нью-Йорком майбутнього висить її цитадель у формі чорного кільця. Чорна королева контролює світ з допомогою роботів і космічного флоту, а потім отримує і машину часу. Загинула на борту свого флагмана у фіналі історії.
- Гекко (фр. Guekko) — старий слуга Оріали, клишоногий і одноокий карлик-ящірка. Підступний і жорстокий, але вельми відданий своїй пані та ревнує, коли в неї з'являються інші помічники. Зокрема, королева після чергової невдачі Гекко замінює його на робота. В серії «Велика подорож» його ревнощі до Оріали були настільки сильні, що Гекко зрадив її, провівши Аргая та його друзів на склад конфіскованих речей, серед яких була необхідна їм машина часу. Загинув на борту флагмана Чорної королеви у фіналі історії.
- Гекко-2 (фр. Guekko-2) — механічна копія, створений доктором Заркілом після того, як старий Гекко провалив завдання. Загинув під час вибуху штабного корабля Чорної королеви.

### Другорядні герої
- Хар (англ. Khar) — король Тірлоха, батько Аргая, котрому загрожують варвари королеви Оріали.
- Злодій у масці — злодюжка, який живе в Нью-Йоркських нетрях, перший, хто побачив Аргая в 2075 році.
- Паша (англ. Pacha) — китаєць, кримінальний бос Нью-Йорку, ворог Чорної королеви, знайомий з Оскаром, і допомагає Аргаєві.
- По (англ. Pow) — слуга Паши.
- Капітан Біллі (англ. Captain Billy) — найкращий пілот зі флоту Паші, може літати на будь-чому.
- Гакслі Барнс (англ. Huxley Barnes) — старий друг Оскара, який винайшов машину часу і поплатився за це багаторічним перебуванням на планеті-тюрмі F-107.
- Отець Грегорі (англ. Father Gregory) — абат монастиря в Тірлосі, завдяки якому книгу пророцтв було врятовано від варварів королеви Оріали.
- Монах Тіч (англ. Brother Teach) — товстий дурнуватий монах, вихователь Енджел.

## Озвучування
| Актор             | Роль                              |
| ----------------- | --------------------------------- |
| Жан Топар         | монах-оповідач                    |
| Бруно Хоел        | Аргай                             |
| Лаура Прежан      | Енджел                            |
| Марі-Крістін Адам | Чорна королева (Оріала)           |
| Кристіан Алерс    | приватний детектив Оскар Лайтбалб |
| Патрік Прежан     | Барнабі                           |
| Патрісія Легран   | секретарка Муні Мун               |
| Бенуа Аллемане    | Паша                              |
| Жан Барні         | король Хар                        |
| Анрі Лабюс'єр     | Хакслі Барнс                      |
| Кристоф Пейру     | Гекко                             |
| Мішель Він'є      | темний дух Люцифер                |